# Dois Rios

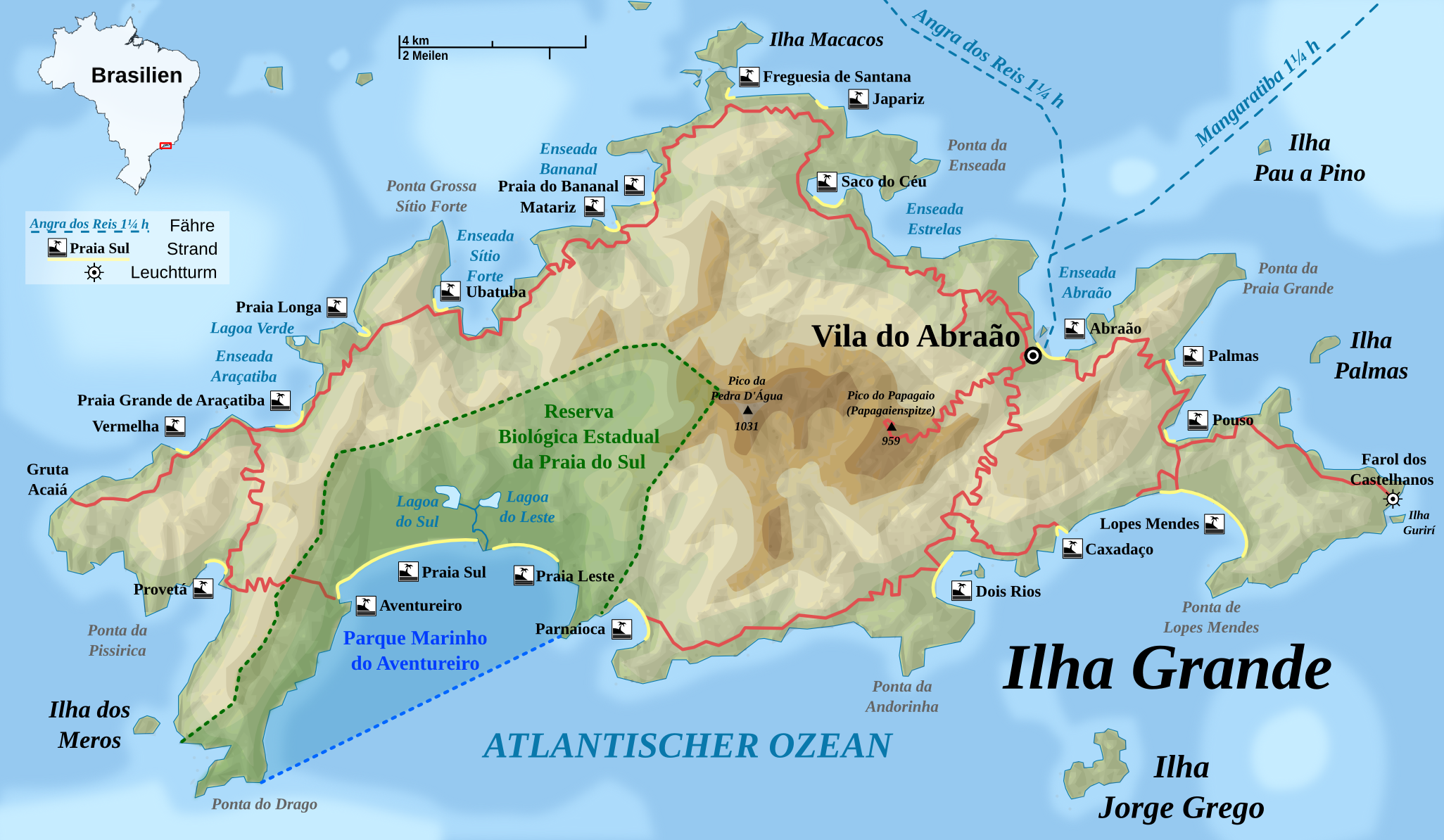
Karte der Ilha Grande

Dois Rios, portugiesisch Vila de Dois Rios, ist eine Siedlung an der Südküste der Ilha Grande im brasilianischen Bundesstaat Rio de Janeiro. Seinen Namen trägt der Ort wegen der zwei Flüsse, die hier in den Atlantik münden. Zwischen den beiden Flussmündungen erstreckt sich ein heller Sandstrand, der Praia de Dos Rios.
Von 1903 bis 1994 befand sich in Dois Rios die Strafkolonie Cândido Mendes des brasilianischen Staates. Seit der Schließung der Strafanstalt ist ein Großteil der Einwohner von Dois Rios fortgezogen, so dass viele Häuser der Siedlung heute leer stehen. Nur einige ehemalige Gefängnismitarbeiter sowie die Mitarbeiter des 1998 gegründeten Zentrums für Umweltstudien der Universidade do Estado do Rio de Janeiro (UERJ) wohnen noch in Dois Rios. Nach der Schließung wurde die Strafanstalt gesprengt, einige Nebengebäude stehen aber noch. Dort existiert ein kleines Museum.
Von Vila do Abraão an der Nordküste der Insel führt eine knapp 10 km lange Erdstraße durch den Wald nach Dois Rios. Die Straße stellt die einzige Zufahrt zum Ort auf dem Landweg dar. Da Privatpersonen die Benutzung von Autos oder Motorrädern auf der Ilha Grande nicht gestattet ist, sind die Fahrzeuge der UERJ die einzigen, die hier unterwegs sind. Bei Touristen ist die zwei- bis dreistündige Wanderung von Vila do Abraão nach Dois Rios ein beliebter Tagesausflug.